# Centerstudenter
Centerstudenter (CS) är ett studentförbund inom centerrörelsen. Förbundet är organisatoriskt och politiskt oberoende av ungdomsförbundet, med likvärdig representation i moderpartiets beslutande organ.
Förbundet grundades 1946 som SLU:s studentförbund och bytte 1961 namn till Centerns studentförbund (CSF). Förbundet lades ner 1971 men startades igen 1984, då under namnet Centerns Högskoleförbund. I dag driver Centerstudenter en tydligt liberal politik med starkt frihetliga inslag.

## Ideologi
Centerstudenter är ett liberalt studentförbund med tydliga individualistiska, marknadsliberala och federalistiska inslag som ofta prioritera frågor som rör en fri akademi, maktdelning samt en effektiv miljö- och klimatpolitik. CS beskriver sig som ett feministiskt förbund och förespråkar fri rörlighet och ett stärkt skydd för mänskliga rättigheter.
De senaste decennierna har förbundet ofta utgjort en borgerlig falang inom centerrörelsen. Man har motsatt sig samarbeten med socialdemokratin och i flera vändor verkat för borgerliga regeringskonstellationer, senast i valet 2018 där man röstade nej till januariavtalet. Man var först i centerrörelsen att förespråka svenska medlemskap i EU, EMU och NATO. Därutöver har man återkommande dragit på sig uppmärksamhet genom ställningstaganden som går emot Centerpartistiska kärnvärden som att förespråka kärnkraft, aktiv dödshjälp, markskatt och kritisera det egna partiets ekonomiska politik för bristande långsiktighet.
I förbundets idemanifest etableras idédebatten som en egen överideologi, vilket också är bakgrunden till att förbundet benämner sig som "fria tankars hem".

## Historia

### 1946-1950
1936 bildas en studentavdelning i SLU-Uppsala. Avdelningen hade en snabb tillväxt men det skulle dröja nästan 10 år innan man lyckades etablera en systeravdelning på annan ort. 1944 bildas en avdelning i Lund och två år senare, 1946, bildas SLU:s studentförbund på nationell nivå och uppsalaavdelningens ordförande Paul Grabö utses till ordförande. Ett år senare har man bildat nya avdelningar i både Stockholm och Göteborg. I slutet av 1940-talet väcker förbundet stor ilska i det egna partiet när man i en text i SLU:s tidning beklagar sig över "en påtaglig brist på statsvetenskaplig expertis inom riksdagsgruppen" och förordar att Bonderförbundet ska bli ett samhällsparti, i motsats till ett intresseparti.

### 1950-tal
Under 1950-talet utvidgas verksamheten ytterligare och en stor debatt om förbundet ska göra sig helt fristående från SLU utbryter. Flera lokalavdelningar byter namn för att bättre överensstämma med moderpartiets nya namn men de konservativare avdelningarna avvaktar. Kärnvapenfrågan debatteras även i studentförbundet men till skillnad mot övriga rörelsen finns ingen majoritet mot svenska kärnvapen och istället nås en kompromiss om att förbundet inte ska uttala en åsikt.

### 1960-tal
I början av 1960-talet bestämmer sig så hela förbundet för att byta namn till Centerns studentförbund men förblir alltjämt organisatoriskt underställda SLU. Trots det beslutar man att införskaffa ett eget politiskt program där man tar ställning för såväl republik som att separera stat och kyrka. Utrikespolitiken är het under perioden, så även inom förbundet som protesterar mot såväl det sydafrikanska apartheidsystemet som vietnamkriget. I såväl Karlstad som Växjö, Linköping, och Örebro öppnas nya avdelningar men mot slutet av decenniet lyfts röster från fler håll om att lägga ned förbundet.

### 1970-tal
I början av 1970-talet hinner förbundet få partiordförande Gunnar Hedlund att avgå innan förbundet 1971 läggs ned och uppgår i ungdomsförbundet. Det dröjer dock inte länge innan röster lyfts om att åter bilda ett fristående studentförbund.

### 1980-tal
Debatten fortsatte in på början av 1980-talet. Förespråkarna av ett nytt fristående studentförbund menade att ungdomsförbundet hade misslyckats med att driva högskolepolitik och därför hade outnyttjad potential bland studenter. Kritikerna befarade att en splittring skulle minska ungdomsförbundets inflytande i partiet och att det nya studentförbundet skulle bli ett "elitförbund". Debatten återkommer på flera stämmor i rad men förslaget vinner inget gehör. Det dröjer fram till 1984 innan förslaget bifalls och studentförbundet återuppväcks med Lars-Henrik Andersson som förbundsordförande. Starten är långsam och till en början är förbundet uteslutande inriktat på högskolefrågor. Den idén håller dock inte länge och i takt med att förbundet växer sig starkare under slutet av 1980-talet breddas ambitionerna mer och mer.

### 1990-tal
1990-talet inleds med att förbundet, ensamt inom centerrörelsen, tar ställning för ett svenskt EU-medlemskap. Det var bara början på ett årtionde där studentförbundet breddade sig till att ha åsikter om det mesta. Med en allt större organisation och Centerpartiet som del i Regeringen Carl Bildt fick man nu för första gången på många år inflytande över den nationella politiken. Studentförbundet gick i en allt mer borgerlig riktning och hamnade på så vis på tvärs med partiledningen efter att Centerpartiet ingått ett budgetsamarbete med Socialdemokraterna 1994. Året därpå kommenterade Olof Johansson det egna studentförbundet med: "Jag har uppfattat en del tecken på högermarknadsorientering från det hållet". Den ideologiska skiljelinjen mellan studentförbundet och partiledningen intensifieras under mitten av 1990-talet när studentförbundet återkommande tar strid mot ekohumanismen.

### 2000-tal
Det nya millenniet fortsätter i samma riktning som det gamla och förbundet lägger idogt arbete på att få in så mycket frihetlig politik som möjligt i Centerpartiets partiprogram. Förbundet hade vid det här laget benämnt sig som liberalt under en längre tid men det skulle dröja innan partiet följde efter. Under samma period övergav förbundet gamla nordiska samarbeten och fokuserade helhjärtat på Europa. I mitten på 2000-talet tycktes studentförbundet ha fått mycket rätt och Centerpartiet övergav budgetsamarbetet med socialdemokratin och bildade istället alliansen. Förbundet hade dock under samma period börjat tappa medlemmar och aktiviteten dalade i några år. I slutet av decenniet fick det en vändning och under ordförande Karin Ernlund så växte förbundet åter.

### 2010-tal
Det var fortfarande ett litet förbund som entrade 2010-talet men inte desto mindre  hoppfullt. Man lyckades snabbt bygga upp lokalavdelningar och organisationen var tongivande under riksdagsvalen 2010 och 2014. Förbundet fortsatte växa och tog nu ännu större plats i Centerpartiet. Man nådde intern framgång i frågor som rörde klimatpolitik, högre utbildning och svenskt Natomedlemskap. Man utmanade samtidigt konstant partiets idéer på en rad olika områden något som också fick mycket medial uppmärksamhet, inte minst i samband med att man röstade emot januariavtalet. I EU-valet 2014 hjälpte man Fredrick Federley kryssa sig in i parlamentet och under EU-valet 2018 var förbundets kandidat Emma Wiesner den 14:e mest kryssade svensken men missade 5%-spärren med 0,4%. Mellan maj 2019 och januari 2020 leddes förbundets arbete av förbundsförvaltare tillika vice ordförande Oskar Qvarfort medan Naod Habtemichael vikarierade som kommunalråd i Göteborg. Förbundet hade en konstant medlemstillväxt under hela 2010-talet.

## Centerstudenters ordförandelängd
| Period    | Förbundsordförande                 |
| --------- | ---------------------------------- |
| 1946–1951 | Paul Grabö                         |
| 1951–1954 | Lennart Venemalm                   |
| 1954–1958 | Bertil Helldin                     |
| 1958–1960 | Gunnar Rönn                        |
| 1960–1962 | Bengt Israelsson                   |
| 1962–1964 | Göran Johansson                    |
| 1964–1964 | Gösta Gunnarsson                   |
| 1964–1966 | Elve Ellerud                       |
| 1966–1967 | Evan Westerlind                    |
| 1967–1968 | Stig Hansson                       |
| 1968–1969 | Roland Björsne                     |
| 1969–1970 | Åke Pettersson                     |
| 1970–1971 | Dan Öjvind Gasstorp                |
| 1971–1972 | Ove Hultqvist                      |
| 1984–1986 | Lars-Henrik Andersson              |
| 1986–1987 | Börje Lewin                        |
| 1987–1989 | Daniel Barr                        |
| 1989–1991 | Kristina Lohman (Gisslegård)       |
| 1991–1994 | Mikael Peterson                    |
| 1994–1995 | Jeanette Forss (Larsson)           |
| 1995–1997 | Henrik Sjöholm                     |
| 1997–1998 | Elisabeth Thand Ringqvist          |
| 1998–2000 | Mattias Johansson                  |
| 2000–2003 | Maria Abrahamsson                  |
| 2003–2006 | Ilan Sadé                          |
| 2006–2007 | Peter Ranki                        |
| 2007–2007 | Kristina Isaksson och Tim Svanberg |
| 2007–2009 | Kristina Isaksson                  |
| 2009–2011 | Karin Ernlund                      |
| 2011–2013 | Anna Sandström                     |
| 2013–2015 | Hannes Hervieu                     |
| 2015–2016 | Alfred Askeljung                   |
| 2016–2018 | Simon Palme                        |
| 2018–2020 | Naod Habtemichael                  |
| 2020–     | Julia Eriksson                     |

## Nuvarande förbundsstyrelse[6]
- Rasmus Elfström, förbundsordförande
- Ida Wallinder, vice ordförande
- Erik Johnsson, vice ordförande
- Mikael Blomstrand, ledamot
- Erik Ovesson, ledamot
- Elin Raab, ledamot
- Molly Rydahl, ledamot
- Victor Rundström, ledamot
- Filippa Torsvik, ledamot

## Aktiva avdelningar
Centerstudenter Stockholm
Centerstudenter Scania (Skåne)
Centerstudenter Sundsvall
Centerstudentes Universitatis Upsaliensis
Centerstudenter Göteborg
Centerstudenter Linköping
Centerstudenter Halmstad
Centerstudenter Luleå
Centerstudenter Umeå

## Återkommande utbildningar

### Rådslag
I oktober varje år anordnas förbundets största utbildning Rådslaget, vars syfte är att samla organisationen för förkovran och fest. Från början hölls Rådslagen i Uppsala varje år men har under senare år ägt rum i olika studentstäder i Sverige och Nordeuropa.

### Riksdagsuniversitetet
Riksdagsuniversitet är Centerstudents spetsutbildning inom politiskt hantverk. Utbildningen löper med återkommande träffar under en termin varav den sista utgörs av en studieresa till en europeisk stad.

### Akademisk kvarting
Förbundet arrangerar vid flera tillfällen per år så kallade akademiska kvartingar där en panel av experter bjuds in. Arrangemangen anordnas i Stockholm och sänds digitalt på webben.

### Sällbergsakademin
Är Centerstudenters kurs i filosofi och idépolitik där en utvald skara drillas av några av Sveriges främsta tänkare. Utbildningen är döpt efter Alf Sällberg som reste riket runt för att återuppväckta CS-avdelningar.

### Ledarskapskurs för kvinnor
Vartannat år arrangeras en ledarskapskurs för kvinnor som utgörs av  en helg av föreläsningar och seminarier. Kursen hölls första gången som ett medlemsinitiativ 2015.

## Namnkunniga alumner
- Elisabeth Thand Ringqvist
- Martin Ådahl
- Michael Arthursson
- Johan Hammarqvist
- Anders W Jonsson
- Daniel Barr
- Dick Erixon
- Karin Ernlund
- Emma Wiesner
- Linda Modig
- Naod Habtemichael
- Jonas Naddebo
- Hannes Hervieu